# Harry Binswanger

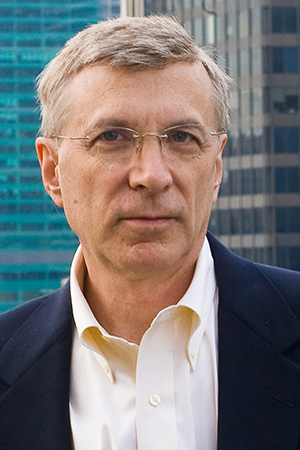
Harry Binswanger

Harry Binswanger (* 1944 in Richmond, Virginia) ist ein US-amerikanischer Philosoph und Schriftsteller. Bekannt ist er für seine Beiträge zum Objektivismus nach Ayn Rand.

## Leben
Binswanger erwarb einen B. Sc. in Humanities and Engineering des Massachusetts Institute of Technology, wo er die Studentengruppe Radicals for Capitalism gründete. Es folgte ein Ph. D. in Philosophie der Columbia University. Seine Dissertation beschäftigte sich mit einer neuen Theorie über die Zielgerichtetheit lebender Organismen. 1972 bis 1979 lehrte er Philosophie am Hunter College in New York und war später auch an verschiedenen anderen Hochschulen in New York und an der Universität von Austin, Texas, tätig. 
Binswanger war ein enger Freund von Ayn Rand und befasst sich intensiv mit ihrem Werk. Er referierte an über 40 Universitäten zum Objektivismus, etwa über das Thema Freier Wille und Bewusstsein und ist Editor und Herausgeber von zahlreichen Büchern und Schriften von und über Ayn Rand, unter anderem auch des Ayn Rand Lexicon. Von 1980 bis 1987 war er Editor und Herausgeber der Zeitschrift The Objectivist Forum, deren 48 Ausgaben inzwischen auch als gebundene Gesamtausgabe verfügbar sind. Derzeit ist Binswanger im Direktorium des von Leonard Peikoff gegründeten Ayn Rand Institute tätig. 
Binswanger ist Befürworter einer offenen Einwanderungspolitik. Er argumentiert, dass individuelle Rechte des Individuums nicht durch seine Staatsangehörigkeit eingeschränkt werden dürften. Aus ähnlichen Gründen hält er den Kapitalismus für das einzige System, das wirkliche individuelle Freiheit garantiere. Er ist Autor zahlreicher Artikel für das Capitalist Magazine.
Binswanger gilt als Anhänger des Atheismus.

## Werk (Auswahl)
- Maurice Champagne, Bill Bucko, Rene Giffey, Harry Binswanger: The Mysterious Valley., Atlantean Press, ISBN 0962685461
- Ayn Rand (Autor) und Harry Binswanger (Herausgeber)The Ayn Rand Lexicon: Objectivism from A to Z (Ayn Rand Library), Plume, 1988, ISBN 0452010519
- Harry Binswanger: Consciousness as Identification (Audiobook). Second Renaissance Books, 1988, ISBN 1561140066
- Harry Binswanger: Volition as cognitive self-regulation. Second Renaissance Books, 1991, ISBN 1561141089
- Harry Binswanger: The Biological Basis of Teleological Concepts, Ayn Rand Institute Press, 1990, ISBN 0962533602
- Ayn Rand, Harry Binswanger und Leonard Peikoff: Introduction to Objectivist Epistemology, Penguin Books, 1990, ISBN 0453007244.
- Harry Binswanger: The Objectivist Forum. TOF Publications, 1995